# Minua scabra
Minua scabra is een hooiwagen uit de familie Minuidae.